# Institut für Kulturgeschichte der Antike

Institut für Kulturgeschichte der Antike

Das Institut für Kulturgeschichte der Antike (IKAnt) war eine Forschungseinrichtung der Österreichischen Akademie der Wissenschaften (ÖAW). Das IKAnt bildete gemeinsam mit dem Institut für Orientalische und Europäische Archäologie (OREA) und dem Österreichischen Archäologischen Institut (ÖAI) an der Österreichischen Akademie der Wissenschaften den Cluster Archaeology and Classics (CLAC). Dieser stellte Österreichs größten außeruniversitären Forschungsverbund in der Altertumskunde und Archäologie dar und wurde 2021 zum „neuen“ ÖAI umstrukturiert.

## Aufgaben und Ziele
Chronologisch reicht die Zeitspanne von der Archaik bis in die byzantinische Zeit, geographisch sind die Studien im gesamten Mittelmeerraum, in den römischen Donau- und Nordwestprovinzen sowie in Iran und in Zentralasien angesiedelt. Im Zentrum der Forschung der beiden Institutsabteilungen (Documenta Antiqua und Monumenta Antiqua) stehen die Erfassung, Edition und analytische Auswertung von archäologischen, epigraphischen, literarischen, numismatischen sowie papyrologischen Quellen. Besondere Berücksichtigung finden hierbei kulturhistorische, politische, religions-, sozial- und wirtschaftsgeschichtliche sowie rechtshistorische Fragestellungen von überregionaler Reichweite.
Das Institut war auch in internationale Langzeitprojekte zur systematischen Erschließung und Herausgabe antiken Quellenmaterials in Corpora, Katalogen und Datenbanken eingebunden.
Wichtigstes Ziel war die Publikation der gewonnenen Ergebnisse, wofür je nach Sachgebiet zahlreiche Reihen und Zeitschriften zur Verfügung stehen. Ein wesentliches Anliegen war zudem die Förderung und Ausbildung von jungen Wissenschaftlern durch ihre Einbindung in die laufenden Forschungen.

## Geschichte
Das IKAnt ging im Jahre 2000 aus der Forschungsstelle Archäologie hervor, die 1994 durch den Zusammenschluss mehrerer ÖAW Kommissionen entstanden war: genannt seien u. a. vor allem die Limeskommission (gegründet 1897), die Kommission für Praktische Archäologie (1988 hervorgegangen aus der Grabung Ephesos, die seit 1954 unter dem Patronat der Akademie stand) und die Kommission für das Corpus Vasorum Antiquorum (gegr. 1951). Zwischen 1997 und 2000 erfolgte schließlich eine schrittweise Erweiterung durch die Eingliederung der Antiquarischen Abteilung der Balkan-Kommission (gegr. 1897) und der Kommission für das Corpus der antiken Mosaiken Kleinasiens (gegr. 1973). Eine Vergrößerung und inhaltliche Erweiterung erfuhr das IKAnt schließlich 2013 mit der Zuordnung der Kommission für Antike Rechtsgeschichte (gegr. 1974), der Numismatischen Kommission (gegr. 1973) und der Kleinasiatischen Kommission (gegr. 1896).
Leiter der Forschungsstelle Archäologie und erster Institutsdirektor war Friedrich Krinzinger (bis 2008); seit 2009 leitete Andreas Pülz das IKAnt.
Zum 1. Januar 2021 wurden das Institut für Kulturgeschichte der Antike (IKAnt) und das Institut für Orientalische und Europäische Archäologie (OREA) in das Österreichische Archäologische Institut der ÖAW eingegliedert, das somit nun die größte Forschungseinrichtung im Bereich der Archäologie und Altertumswissenschaften in Österreich darstellt.

## Forschungen
Das IKAnt setzte sich aus zwei Abteilungen zusammen, wobei sich in der Abteilung Documenta Antiqua und ihren Arbeitsgruppen sämtliche epigraphischen, lexikographischen, numismatischen und papyrologischen Forschungen zusammengefasst finden. Dagegen werden in der Abteilung Monumenta Antiqua und ihren Arbeitsgruppen alle auf Institutsebene durchgeführten archäologisch-kulturhistorischen Projekte gebündelt. Das IKAnt stellt ein archäologisch-altertumskundliches Kompetenzzentrum dar, dessen Forschungen sich auf eine Quellenbasis stützen kann, die sowohl dokumentarische als auch archäologische Zeugnisse beinhaltet:
Im Wesentlichen wird eine duale Forschungsstrategie verfolgt, die zum einen längerfristige Editions- und Corporaunternehmungen und zum anderen leitfragenorientierte Studien beinhaltet. Erstere Forschungsschiene dient neben der Erschließung und Sicherung des kulturellen Erbes vor allem der Schaffung und Bereitstellung von Grundlagen für weiterführende analytische Studien und Interpretationen. Die leitfragenorientierten Forschungen des IKAnt sind inter- und multidisziplinär und werden großteils abteilungs- bzw. arbeitsgruppenübergreifend durchgeführt. Mit ihrer in der Regel mittelfristigen Laufzeit erlauben sie ein flexibel adaptierbares Forschungsprogramm.

### Forschungsschwerpunkte (in Auswahl)
- Ancient Music beyond Hellenisation (ERC-Advanced Grant)
- Apollonios - an Egyptian Official in War and Peace
- Die ‚Case a Giardino‘ in Ostia
- Die Griechischen und lateinischen Inschriften Kleinasiens

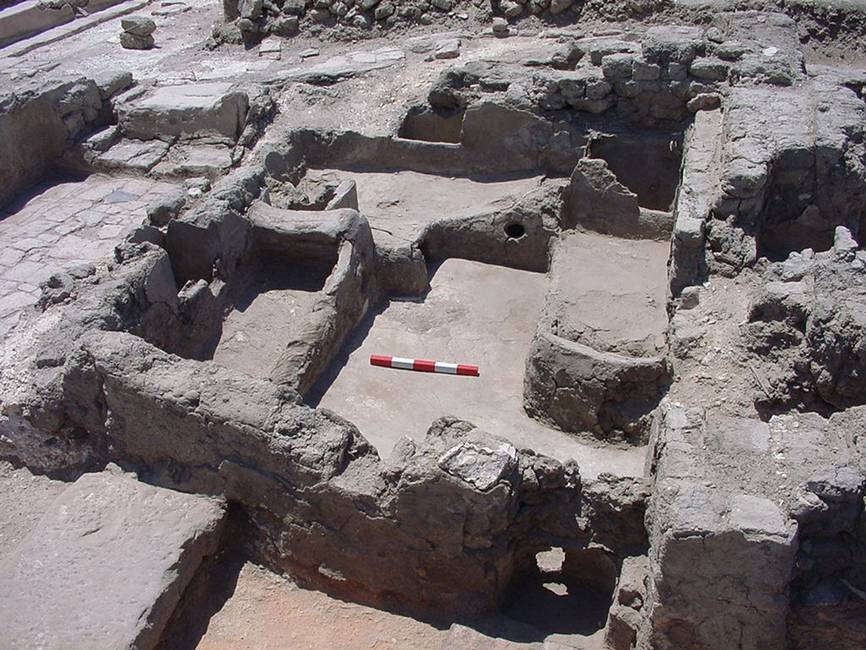
Schlafzellen im Kloster Dair al-Bachīt, Theben

- Schlafzellen im Kloster Dair al-Bachīt, ThebenSakraltopographie einer Klosterlandschaft: das thebanische Pauloskloster Dair al-Bachīt
- Sylloge Nummorum Sasanidarum

## Publikationen (in Auswahl)
Zu den am IKAnt (mit-)herausgegebenen Publikationsorganen gehören unter anderem:
Documenta Antiqua:
- Fundmünzen der römischen Zeit in Österreich (FMRÖ)
- Moneta Imperii Romani (MIR)
- Papyrologica Vindobonensia
- Prozessrechtliche Inschriften der griechischen Poleis
- Sylloge Nummorum Parthicorum (SNP) bzw. Sasanidarum (SNS)
- Tituli Asiae Minoris (TAM)
- Veröffentlichungen zur Epigraphik

Monumenta Antiqua:
- Archäologische Forschungen (AForsch)
- Carnuntum Jahrbuch (CarnuntumJb)
- Corpus Signorum Imperii Romani (CSIR)
- Corpus Vasorum Antiquorum Österreich (CVA)
- Der Römische Limes in Österreich (RLÖ)

## Veranstaltungen
Am IKAnt fanden – teils in Kooperation mit anderen Instituten der ÖAW, den Universitäten oder anderen Partnern – regelmäßig Vorträge, Tagungen, Konferenzen sowie Workshops statt.